# Langrisser III
Langrisser III (ラングリッサーIII) là một phiên bản trong series Langrisser của hãng Masaya (Nippon Computer System). Game thuộc thể loại chiến thuật nhập vai và được phát hành trên hệ máy Sega Saturn vào ngày 18 tháng 10 năm 1996, sau đó được remake trên máy PlayStation 2 và được Taito bán ra vào ngày 27 tháng 10 năm 2005. 
Đây là phiên bản thứ 3 trong series nhưng không được lòng người chơi lắm vì hệ thống gameplay của nó đã khác quá xa so với truyền thống của series Langrisser này.

## Khái yếu
Tuy đây là phiên bản thứ 3 trong series nhưng về nội dung thì phải xếp nó vào phiên bản đầu tiên mới đúng. Bởi vì toàn bộ nội dung của Langrisser III kể về truyền thuyết sự ra đời của thánh kiếm Langrisser, sự ra đời của Bozel, kẻ thù truyền kiếp của các nhân vật chính trong series. Langrisser III cũng giải thích rõ ràng nguồn gốc của các nhân vật xuất hiện trong các phiên bản trước (Langrisser I, II) và các phiên bản sau (Langrisser IV,V)

## Cách chơi
Bắt đầu từ Langrisser III cho đến Langrisser V, series game này đã có nhiều bước thay đổi đột phá trong gameplay. Khác với hai phiên bản trước, từ Langrisser III trở đi không còn khái niệm turn (lượt chơi) đơn giản giữa các bên nữa. Trong phiên bản này, tất cả các đơn vị đồng thời hành động cùng lúc. Vì vậy nếu muốn cản đường tiến quân của địch thì người chơi cần phải "đọc" trước ý đồ của quân địch, từ đó mở ra nhiều yếu tố chiến thuật hơn. Nhưng cũng chính vì tất cả các đơn vị cùng hành động một lúc khiến cho phần cứng phải xử lý nhiều thông tin nên rất chậm chạp. Một điểm khác biệt nữa là trong Langrisser III, đơn vị tướng chỉ huy sẽ đại diện cho nhóm để hành động. Nghĩa là người chơi không còn điều khiển được các đơn vị lính thuê nữa mà chỉ có thể điều khiển tướng chỉ huy các đơn vị lính. Tuy nhiên game cũng cho phép người chơi sắp xếp vị trí đứng của các đơn vị lính thuê bằng chức năng tự động triển khai theo các trận hình có sẵn.
Langrisser III cũng là phiên bản duy nhất trong series mà đơn vị có HP nhiều hơn 10. Hệ thống chiến đấu của game cũng khá lạ lùng, khi các đơn vị chạm trán nhau thì bãi chiến trường sẽ diễn ra trong khung cảnh 3D rộng lớn chứ không phải 2D như các phiên bản còn lại. Nơi đây, các đạo quân sẽ cùng hành động cùng lúc, mang lại cho người chơi cảm giác xác thực hơn về một trận chiến. Tuy nhiên hệ thống này không được lòng người chơi nên từ Langrisser IV trở đi, Masaya đã quay lại hệ thống chiến đấu truyền thống và chỉ giữ lại yếu tố "lượt chơi" của Langrisser III nhưng cũng đưa thêm "chỉ số phán đoán" vào để thay thế cho yếu tố hành động đồng thời của phiên bản này.
Một điểm khác biệt so với các phiên bản trước nữa là trong Langrisser III, người chơi có thể "lựa chọn" nữ nhân vật chính. Ở phần cuối game sẽ có mục tỏ tình, và nếu thành công thì kết thúc cũng sẽ khác nhau, tùy thuộc vào nhân vật nữ được "lựa chọn". Hệ thống này cũng được áp dụng trong các phiên bản trở về sau.

## Nội dung
Vương quốc Larcus (ラーカス) là một tiểu quốc nhưng giàu có nhờ chiếm giữ các vị trí mậu dịch quan trọng và nằm trên vùng đất phì nhiêu. Nhưng một ngày nọ Larcus bị đế quốc Lygria (リグリア) hùng mạnh đem quân thôn tính. Thành phù du (浮遊城) là một di sản cổ đại luôn được Larcus trước nay gìn giữ cũng bị thất thủ trước sức mạnh của Lygria, ngay cả món vũ khí "ma đạo pháo" (một loại đại bác vận hành nhờ ma thuật), con chủ bài của Larcus cũng bị phá hủy. Trước nay vốn dựa chủ yếu vào sức mạnh của "ma đạo pháo" để phòng vệ, nay Larcus như con sói bị bẻ nanh, khiến cho các nước chung quanh trước nay vẫn có ý đồ dòm ngó liền đem quân tấn công, đến cả thủ đô Larcusia cũng thất thủ.
Trong ngày đế quốc Lygria tấn công thành phù du, có chàng kỵ sĩ trẻ Dyhalt vừa kết thúc đợt rèn luyện bên hầu tước William và nhận tước phong kỵ sĩ. Thủy tinh thể, nguồn sức mạnh để thành phù du vận hành bị phá hủy và thế là Dyhalt phải bỏ trốn đến bên tử tước Leimond, người chú của mình đang sống ở một nơi biên cảnh.
Mấy tháng sau, đất nước Larcus hoàn toàn bị các lực lượng xâm lược chiếm đóng, chia cắt và lâm vào cảnh diệt vong. Trước tình hình đó, Dyhalt cùng với tử tước Leimond đứng lên dựng cờ khởi nghĩa, chiêu mộ binh mã để đánh đuổi thế lực ngoại xâm, phục hưng đất nước Larcus.